# جندم سنغفورا
جَنْدَم سَنْغَفُورَا نوع من الجندم. شجرته متوسط القد ترغب في الأتربة الرملية الساحلية. ثمرته حمراء كروية بحجم التفاحة. حصوصها تقارب حصوص جوز جندم شكلاً ولوناً وطعماً وعرفاً. يوجد في ماليزيا وكَمبُدْيَة وتَيْلَنْدة وفيتنام في الغابات الساحلية 

## معرِض الصور

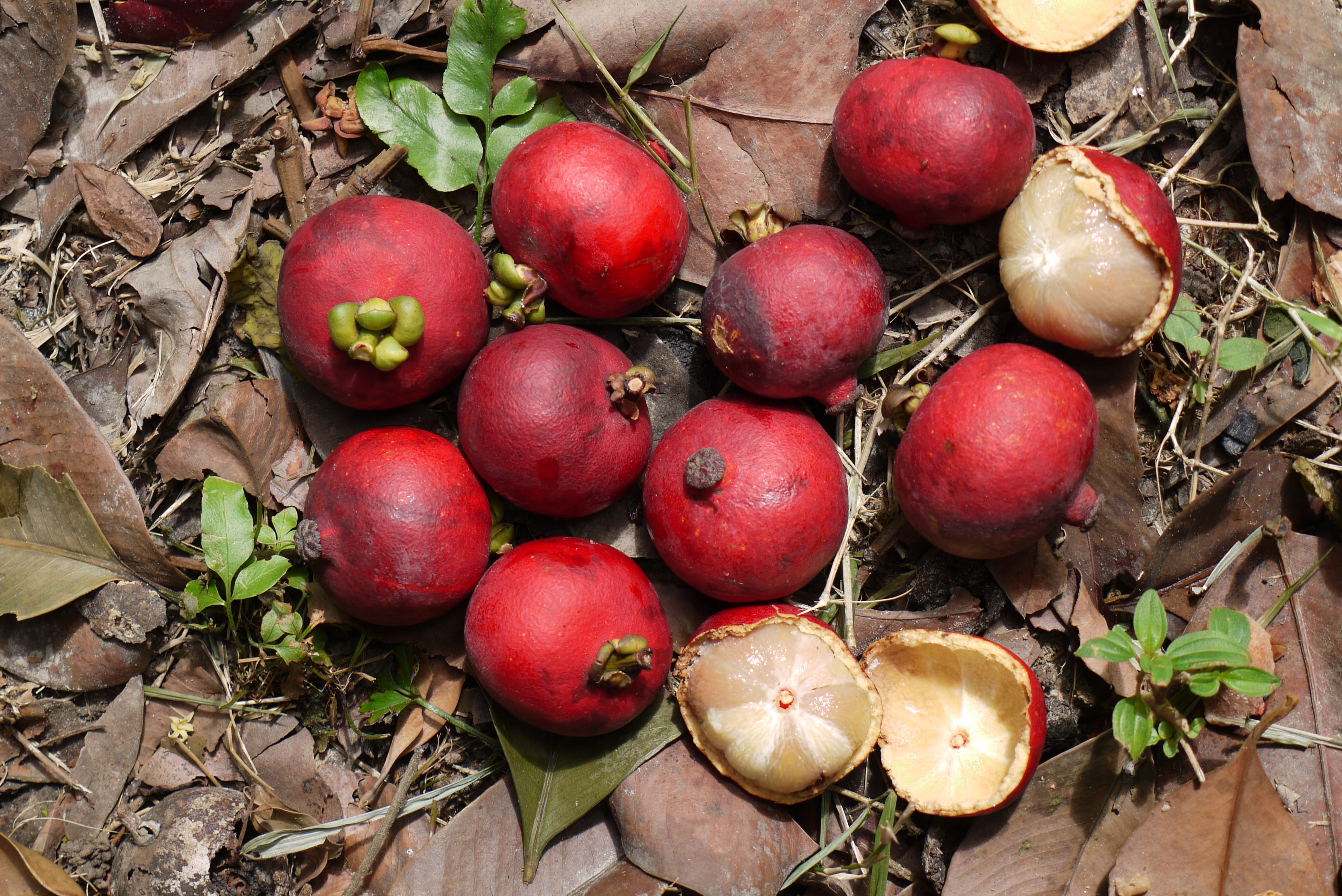
ثمار
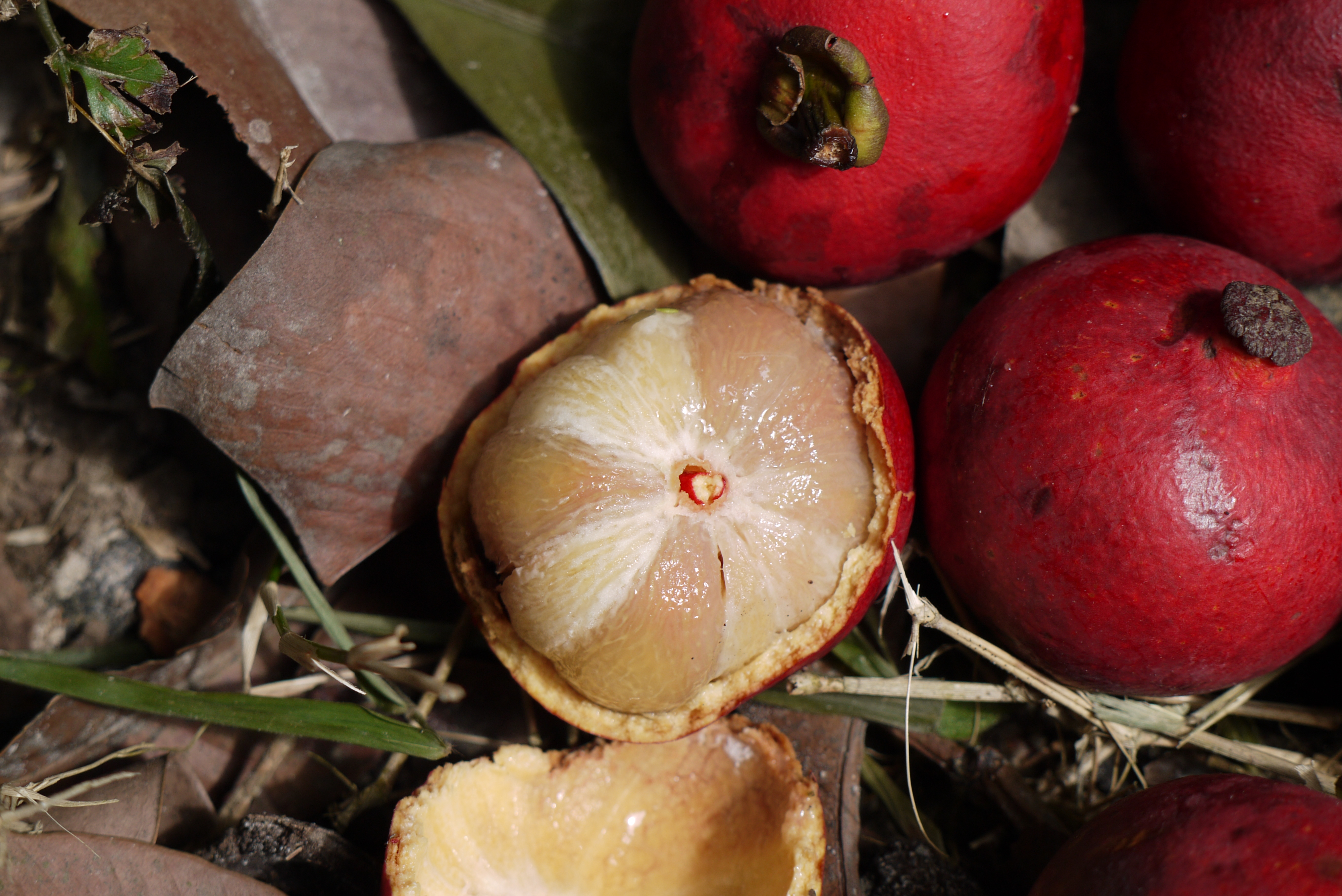
ثمار
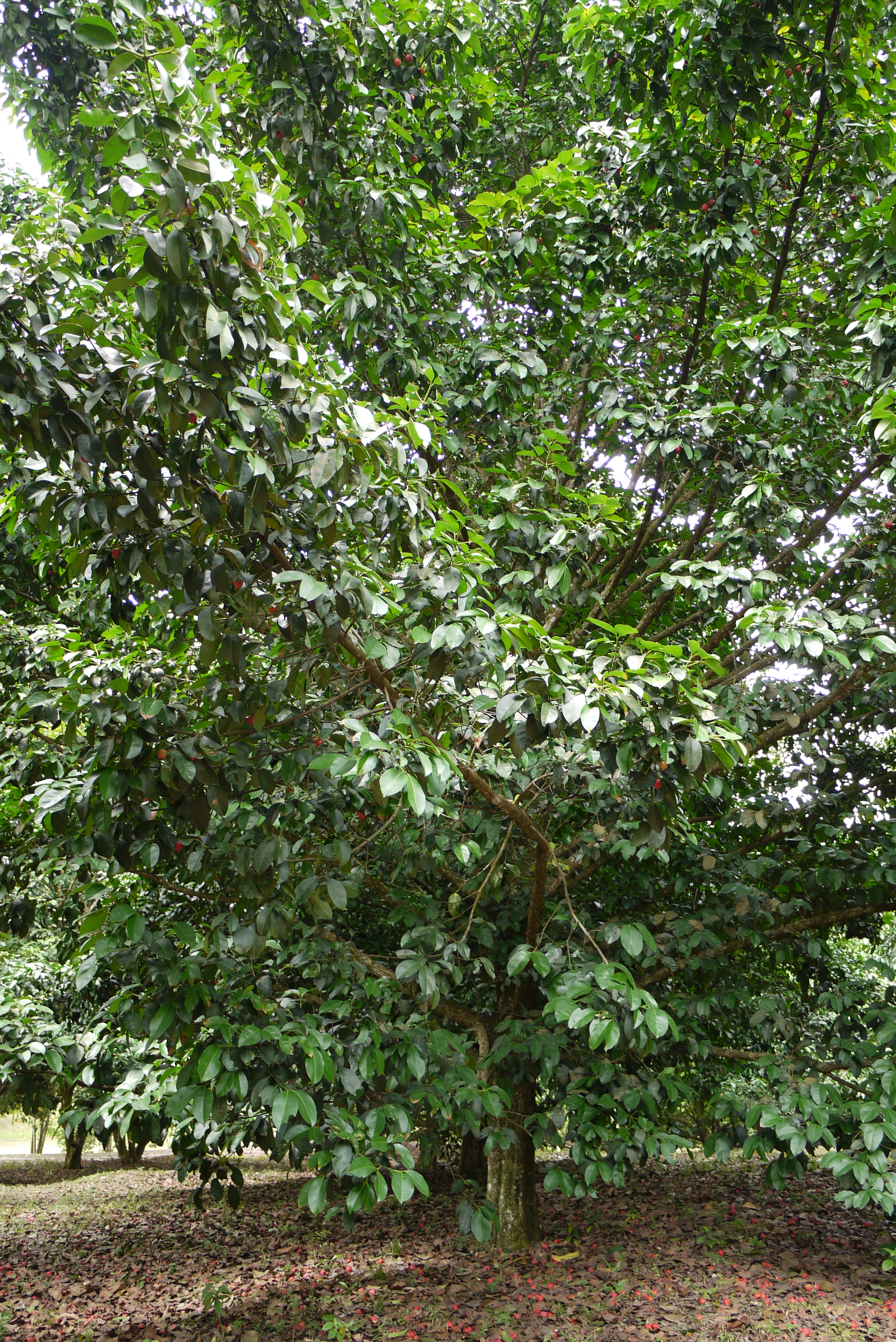
شجرة